# 畠山義忠
畠山 義忠（はたけやま よしだた）は、室町時代の守護大名。室町幕府相伴衆、能登守護。能登畠山氏2代当主。能登七尾城主。畠山満慶の子。子に義有。官位は左馬助、阿波守、修理大夫。法名は賢良。

## 略歴
永享元年（1429年）に6代将軍足利義教の元服で理髪役を務める。（ちなみに、義忠の弟はのちに義教の1字を受けて畠山教国（のりくに）と名乗り、御供衆の一人に名を連ねている（『長禄二年以来申次記』より）。）
翌2年（1430年）から父に代わって守護の役割を代行、永享4年（1432年）に父が亡くなり家督を継いだ。永享6年（1434年）に相伴衆に任じられ幕閣に参加、翌7年（1435年）に修理大夫に任じられた。しかし、永享12年（1440年）頃に子の義有が義忠に先立ち戦没したため、嫡孫の義統を後継者と定めた。嘉吉年間に出家し、賢良と号した。
享徳3年（1454年）、本家である従兄の畠山持国の後継を巡り甥の弥三郎、政長兄弟と子の義就が対立した時、義忠は義就に味方して弥三郎の追討に参戦している。翌4年（1455年）に義統に家督を譲って隠居、寛正4年（1463年）に京都の屋敷で亡くなった。
文化に関心が深く、幕府の和歌会に列席、尭孝、冷泉為之、正徹らと交わった。蹴鞠、松噺子にも関心があり、当時の大名の中でも文化人として知られていた。
義忠の孫には義統の他に政国がおり、政国は義就の猶子となっている。

## 偏諱を与えた家臣
- 井上忠英（いのうえ ただひで）
- 温井忠冬（ぬくい ただふゆ）
- 三宅忠俊（みやけ ただとし）- 三宅総広の祖父。
- 遊佐忠光（ゆさ ただみつ）- 子に遊佐統秀。